# ترياق

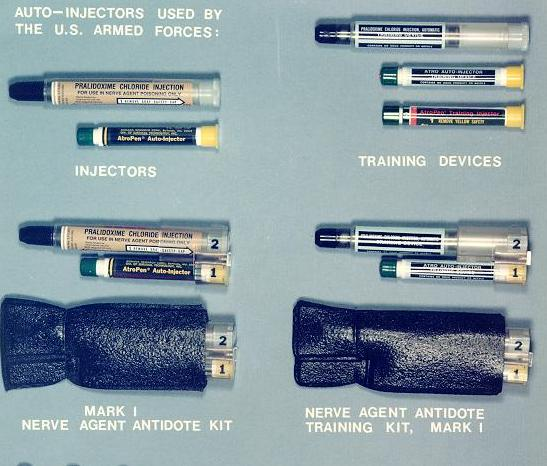
مجموعة من حاقنات آلية حاوية على مواد ترياق مختلفة

الترياق أو الدرياق هي مادة يمكنها أن تعاكس أثر السم. وكلمة الترياق شاملة تتضمن مضاد الذيفانات أو مضادات السموم.

## الترياق لغة
كلمة الترياق بكسر التاء كلمة فارسية معربة: الترياقُ: وهي دواء السموم، وهي ما يُستعمل لدَفع السَّمّ من الأَدْوية والمَعاجِين، ويقال دِرْياق، بالدال أَيضاً.

## آلية عمل الترياق
يمكن للترياق أن يبطل عمل السم وفق واحدة أو أكثر من الآليات التالية:
- التقليل من سمية مادة ما.
- أن يشكل الترياق رابطة كيميائية مع السم تبطل عمله.
- أن يحول السم إلى مادة أخرى أقل سمية.
- أن يحل محل المادة الفعالة في السم (المضادات، أو التثبيط التنافسي Competitive inhibition)
- أن يسرّع من عملية استقلاب المادة.
- أن يسرع من عملية اطراح المادة.